# Nico Rinderknecht
Nico Ingo Rinderknecht (* 11. Oktober 1997 in Gießen) ist ein deutscher Fußballspieler. Der defensive Mittelfeldspieler spielt für den Hessenligisten TSV Eintracht Stadtallendorf.

## Karriere
Rinderknecht begann seine Karriere beim VfB Gießen und spielte anschließend für die TSG Wieseck. 2011 wechselte er in das Nachwuchsleistungszentrum von Eintracht Frankfurt. Am 13. Dezember 2015 stand er für das Bundesliga-Spiel bei Borussia Dortmund erstmals im Kader der ersten Mannschaft und wurde bei der 1:4-Niederlage in der 85. Minute für David Abraham eingewechselt.
Zur Saison 2016/17 wechselte Rinderknecht zum FC Ingolstadt 04, bei dem er einen Dreijahresvertrag unterschrieb. Anfang Juli 2017 verlängerte er seinen Vertrag um weitere drei Jahre und wurde für die Spielzeit 2017/18 an Drittligist Preußen Münster ausgeliehen. Dort gab er sein Debüt bei der 2:0-Heimniederlage gegen den FSV Zwickau. Sein erstes Tor für Münster erzielte er beim 4:1-Sieg gegen den VfL Osnabrück.
Zur Saison 2018/19 kehrte Rinderknecht nach Ingolstadt zurück. Er kam jedoch ausschließlich in der zweiten Mannschaft in der viertklassigen Regionalliga Bayern zum Einsatz. Zum Beginn der Wintervorbereitung wurde Rinderknecht von Cheftrainer Jens Keller, der die Mannschaft Anfang Dezember 2018 übernommen hatte, aussortiert und fest in die zweite Mannschaft versetzt. Im Juli 2019 wurde er vom hessischen Regionalligisten FC Gießen verpflichtet. Von 2020 bis 2022 spielte er in der bayerischen Regionalliga für den 1. FC Schweinfurt 05. Im Sommer 2022 wechselte er zum fünftklassigen SV Donaustauf in die Bayernliga Nord. Nachdem er 2023/24 für eine Saison wieder bei einem Regionalligisten, der SG Barockstadt Fulda-Lehnerz, spielte, wechselte er Ende August 2024 zum Hessenligisten TSV Eintracht Stadtallendorf.